# Andøya Spaceport
Andøya Spaceport is een op het Noorse eiland Andøya gelegen lanceerbasis uitgebaat door het Noorse bedrijf Andøya Space dat ook de lanceerbasis SvalRak in Ny-Ålesund op het eiland Svalbard en het Alomar Observatory uitbaat.
De lanceerbasis werd op 2 november 2023 door kroonprins Haakon ingehuldigd. In augustus 2024 verkreeg Andøya Space van het Noorse ministerie voor Handel, Industrie en Visserij een licentie voor 30 lanceringen per jaar naar een polaire of zonsynchrone baan.
Isar Aerospace lanceert vanaf Andøya Spaceport kleine satellieten met behulp van de Spectrum-draagraket als onderdeel van het ‘Boost!’-programma van ESA. In dat programma worden de ontwikkeling en gebruik van commerciële ruimtetransportdiensten in Europa gestimuleerd. In maart 2025 verkreeg Isar Aerospace een lanceerlicentie van de Noorse luchtvaartautoriteit. op 30 maart was de eerste testlancering van dit rakettype. De de controle over de raket ging al snel verloren en deze stortte even verderop neer in zee.
In januari 2025 tekende Noorwegen een Agreement on Technology Safeguards Associated with U.S. waardoor het mogelijk wordt om Amerikaanse satellieten of draagraketten vanaf Andøya Spaceport te lanceren.